# The Legend of Blood on the Dance Floor
The Legend of Blood on the Dance Floor ist das zweite Best-of-Kompilationsalbum der US-amerikanischen Band Blood on the Dance Floor. Er erschien am 16. September 2011.

## Hintergründe und Inhalt
Bei The Legend of Blood on the Dance Floor handelt es sich um die zweite Kompilation des Musikprojektes, sowie um die erste, welche eine breite, unlimitierte Veröffentlichung erfuhr. Nachdem die ursprünglichen Pläne einer physischen Ausgabe verworfen wurden, erschien das Werk exklusiv auf der Streamingplattform Soundcloud. Obwohl zum Veröffentlichungszeitpunkt das dritte Studioalbum Epic bereits vorlag, befinden sich keine Titel aus diesem auf dem Best of. Stattdessen liegt der Fokus auf ihren ersten beiden Studioalben Let’s Start a Riot! und It’s Hard to Be a Diamond in a Rhinestone World sowie ihren EPs I Scream I Scream und OMFG Sneak Peak. Somit weist es eine ähnliche, jedoch nicht identische Titelliste wie die erste Kompilation der Band, Lest We Forget the Best of BOTDF, auf. Der auffälligste Unterschied ist, dass auf The Legend of Blood on the Dance Floor mit My Gift and My Curse auch ein Song der Deluxe Edition des Albums All the Rage!! enthalten ist. Es sind keine zuvor unveröffentlichten Titel vorzufinden.
Mitglieder der Band waren während der Entstehungszeit Dahvie Vanity, Christopher Mongillo, Rebecca Fugate, Garrett Ecstasy und Jayy von Monroe. Lediglich Matty M, der 2009 nur auf einer einzigen Single Teil des Projektes war, ist nicht auf dem Album zu hören. Vanity ist das einzige konstante Mitglied auf sämtlichen Liedern und war an allen Titeln als Songwriter beteiligt, teilweise zusammen mit anderen Bandkollegen. Produziert wurden die Stücke von Mongillo, Rusty Wilmot und James Egbert. Als einziger Gastinterpret tritt Lolli Dolli auf.

## Musik und Texte
In der auf dem Album vorwiegend in den Fokus gerückten Phase der Band zeichnete sich deren Stil vor allem durch elektronische Untermalungen, zumeist im Synth-Pop- oder Eurodance-Stil, aus. Die von Mongillo produzierten Stücke der Gruppe setzen hierbei zumeist oft eine Mischung aus dominanten, eingängigen Synthesizern und zumeist in den Hintergrund gemischten Gitarren und Drumcomputern. Rusty Wilmot hingegen verwendete stampfende, harte Kick Drums, die den Instrumentalen einen deutlichen Techno-Einschlag verleihen. In der auf dem Album eingefangenen Phase bediente sich Dahvie Vanity noch vorwiegend des Sprechgesangs; es wird nur sporadisch konventionell gesungen, dies zumeist von Mongillo. An einzelnen Stellen wird außerdem auf Screamo zurückgegriffen. Inhaltlich setzte die Gruppe zu diesem Zeitpunkt noch auf provokative Texte, die sich auf explizite Weise um Sex, Gewalt und eine überzeichnete Selbstdarstellung drehen. Das Stück My Gift and My Curse, welches Wilmot zusammen mit James Egbert produzierte, ist hingegen ein deutlicher Schritt in Richtung des damals in den Charts dominierenden Pops mit leichten Dubstep-Anleihen und wesentlich weniger anstößigem Text, der den Stil, den die Band während ihrer kommerziell erfolgreichen Ära aufwies, widerspiegelt.

## Covergestaltung
Das Coverartwork zu The Legend of Blood on the Dance Floor zeigt vor einem goldenen Hintergrund ein silbernes Schild, dessen Motiv in vier Viertel eingeteilt ist, in denen Bilder gestanzt sind. Oben links ist eine bluttriefende Musikkassette zu sehen, oben rechts eine Eiskremtüte, unten rechts ein Leopardenfellmuster, das von Dahvie Vanitys auf dem Cover zu All the Rage!! getragener Gesichtsbemalung überdeckt ist, und unten links ein Diamant. Lediglich das Blut ist rot hervorgeben. Oben am Bildrand steht in schwarzer Handschrift „The Legend of“, darunter ist ein schwarzer Strich zu sehen. Unter diesem steht in Rot der Bandname.

## Titelliste
| Nr. | Titel                                                                                                 | Länge |
| --- | --- | ----- |
| 1.  | I'ma Monster (aus It’s Hard to Be a Diamond in a Rhinestone World)                                    | 3:20  |
| 2.  | S My D (aus It's Hard to Be a Diamond in a Rhinestone World)                                          | 2:52  |
| 3.  | Well Suck Me! (aus der EP OMFG Sneak Peak)                                                            | 1:34  |
| 4.  | I <3 Hello Kitty ^,^ (aus Let’s Start a Riot!)                                                        | 4:42  |
| 5.  | Ms. Bipolar (feat. Lolli Dolli, aus der EP I Scream I Scream)                                         | 3:03  |
| 6.  | Bitches Get Stitches (aus Let's Start a Riot!)                                                        | 2:49  |
| 7.  | Let's Start a Riot! (aus Let's Start a Riot!)                                                         | 3:33  |
| 8.  | It's Hard to Be a Diamond in a Rhinestone World (aus It's Hard to Be a Diamond in a Rhinestone World) | 3:05  |
| 9.  | It's Happening! (aus der EP OMFG Sneak Peak)                                                          | 3:15  |
| 10. | SLASH // GASH (aus It’s Hard to Be a Diamond in a Rhinestone World)                                   | 1:26  |
| 11. | My Gift and My Curse (aus All the Rage!! (Deluxe Edition))                                            | 5:21  |
| 12. | Suicide Club - Hang on <3 (aus der EP I Scream I Scream)                                              | 3:42  |
| 13. | Mad Rad Hair (aus It's Hard to Be a Diamond in a Rhinestone World)                                    | 3:42  |
| 14. | Mosh & Roll! (aus It's Hard to Be a Diamond in a Rhinestone World)                                    | 4:18  |
| 15. | Keys to the Bakery (aus It's Hard to Be a Diamond in a Rhinestone World)                              | 3:40  |
| 16. | Save the Rave (aus It’s Hard to Be a Diamond in a Rhinestone World)                                   | 3:20  |
| 17. | Money & Hoes (aus Let's Start a Riot!)                                                                | 3:28  |
| 18. | Siq with a Q (aus der EP I Scream I Scream)                                                           | 3:22  |
| 19. | You're a Dancer, You're Not a Lover (aus Let's Start a Riot!)                                         | 3:11  |
| 20. | I Can't Get Enuff (aus Let's Start a Riot!)                                                           | 3:10  |

## Dies und Das
- Sowohl der Titel als auch das Cover des Albums sind eine Hommage an das zum Klassiker avancierte NES-Videospiel The Legend of Zelda und dessen berühmtes Box-Artwork.[13]
- Der Song Blood on the Dance Floor ist unter seinem Werktitel Let's Start a Riot! gelistet.
- Der Song Slash Gash Terror Crew Anthem! Ist als SLASH // GASH gelistet.
- Der Song Miss Bipolar (Love Fight) ist als Ms. Bipolar gelistet.
- Der Song Suicide Club ist als Suicide Club - Hang on <3 gelistet.